# Hitec Products-Birk Sport
A Hitec Products-Birk Sport (Código UCI: HPU) é uma equipa ciclista feminino da Noruega de categoria UCI Women's Team, máxima categoria feminina do ciclismo de estrada a nível mundial.

## Material ciclista
A equipa utiliza bicicletas Scott e componentes Shimano.

## Classificações UCI
As classificações da equipa e da sua ciclista mais destacado são as seguintes:
| Temporada | Classificação por equipas | Melhor corredor  | Posição |
| 2016      | 9.º                       | Kirsten Wild     | 29.º    |
| 2017      | 13.º                      | Susanne Andersen | 46.º    |

## Palmarés
Para anos anteriores veja-se: Palmarés da Hitec Products.

### Palmarés de 2019

#### UCI WorldTour de 2019
| Datas | Carreiras | Ganhadora |
|       |           |           |

#### Calendário UCI Feminino de 2019
| Datas         | Carreiras                                                   | Ganhadora         |
| 10 de maio    | 3.ª etapa do Tour de Upsala                                 | Vita Heine        |
| 30 de maio    | 3.ª etapa do Tour de Turingia feminino                      | Vita Heine        |
| 8 de junho    | Omloop van de IJsseldelta                                   | Marta Tagliaferro |
| 11 de julho   | 1.ª etapa do Tour de Feminin-O cenu Českého Švýcarska       | Marta Tagliaferro |
| 13 de julho   | 3.ª etapa do Tour de Feminin-O cenu Českého Švýcarska (CRI) | Vita Heine        |
| 14 de julho   | Tour de Feminin-O cenu Českého Švýcarska                    | Vita Heine        |
| 8 de setembro | Chrono Champenois-Trophée Européen (CRI)                    | Vita Heine        |

#### Campeonatos nacionais
| Datas       | Carreiras                                  | Ganhadora     |
| 27 de junho | Campeonato da Noruega Contrarrelógio (CRI) | Vita Heine    |
| 30 de junho | Campeonato da Noruega em Estrada           | Ingrid Lorvik |

## Elencos
Para anos anteriores, veja-se Elencos da Hitec Products

### Elenco de 2019
| Integrantes da equipe 2019                  | Integrantes da equipe 2019 | Integrantes da equipe 2019  | Integrantes da equipe 2019 |
| Ciclista                                    | Data de nascimento         | Equipe anterior             |                            |
| ------------------------------------------- | -------------------------- | --------------------------- | -------------------------- |
| Pernille Larsen Feldmann                    | 1 fevereiro 2000           |                             |                            |
| Grace Garner                                | 19 junho 1997              | Wiggle High5 (2018)         |                            |
| Lucy van der Haar                           | 20 setembro 1994           | Wiggle High5 (2018)         |                            |
| Ingvild Gåskjenn                            | 1 julho 1998               |                             |                            |
| Vita Heine                                  | 21 novembro 1984           |                             |                            |
| Ingrid Lorvik                               | 21 fevereiro 1986          | CK Victoria (2015)          |                            |
| Amalie Lutro                                | 15 março 2000              |                             |                            |
| Julie Meyer Solvang                         | 3 setembro 1989            | Keukens Redant (2017)       |                            |
| Chanella Stougje                            | 23 outubro 1996            | Parkhotel Valkenburg (2018) |                            |
| Marta Tagliaferro                           | 4 novembro 1989            | Cylance (2018)              |                            |
| Lonneke Uneken                              | 2 março 2000               |                             |                            |
| Thale Sofie Kielland Bjerk (6 abr.–31 dez.) | 19 agosto 2000             |                             |                            |
|                                             |                            |                             |                            |
| Fonte: ProCyclingStats                      |                            |                             |                            |